# Vendita con patto di riscatto
Con il patto di riscatto il venditore si riserva il diritto di riacquistare la cosa venduta alle condizioni stabilite dagli artt. 1500 e seguenti del codice civile italiano.
L'istituto trova concretamente applicazione quando il venditore vende il bene perché ha necessità di denaro, ma spera in un secondo momento di riacquistarlo; oppure, più semplicemente, può essere indeciso e si riserva il diritto di cambiare idea.
Secondo alcuni autori (ma l'opinione è tutt'altro che pacifica) dal punto di vista del compratore l'operazione può assolvere ad una finalità di garanzia, in quanto il pagamento del prezzo funge da erogazione di un prestito e la proprietà del compratore garantisce dall'inadempimento, da intendersi però solo in senso lato, cioè in senso economico e non pure tecnico giuridico.
Nella maggior parte dei casi l'acquirente è la parte debole del contratto: proprio perché ha tenuto conto di questa disparità di forze, nonché degli scopi non sempre limpidi dei contraenti, il legislatore ha guardato a questo istituto con una certa diffidenza e lo ha circondato di una serie di cautele volte a tutelare il compratore.
In particolare, è previsto che il prezzo di riscatto non possa essere superiore al prezzo di vendita, altrimenti si avrebbe nullità per eccedenza. Lo scopo della norma è duplice; da una parte cercare di evitare che un soggetto che ha bisogno urgente di denaro sia portato a disfarsi di un immobile vendendolo ad un prezzo molto inferiore al suo prezzo di mercato; dall'altra cercare di evitare che il compratore scoraggi il riacquisto futuro stabilendo un prezzo di riacquisto molto alto.

## Natura giuridica

### Teoria della vendita condizionata
Alcuni autori (Rescigno, Pelosi) e parte della giurisprudenza hanno configurato il diritto di riscatto come una condizione risolutiva potestativa (taluno sostiene invece sia mista). Condizione in quanto l'evento del riscatto è futuro ed incerto; risolutiva, perché l'esercizio del riscatto pone nel nulla il negozio di vendita e il bene ritorna al precedente venditore; potestativa, perché il suo avverarsi dipende dalla volontà del venditore.
La teoria è stata contestata perché se il riscatto fosse una condizione risolutiva dovrebbe avere effetto completamente retroattivo, ciò che invece non avviene: basti pensare che il venditore che esercita il riscatto deve rispettare le locazioni concluse dal compratore e che il prezzo convenuto per il riscatto può anche essere inferiore a quello convenuto per la vendita.

### Teoria del patto di revoca
Secondo Rubino nella vendita con patto di riscatto, la volontà della parte è tesa unicamente a sciogliere il contratto. Il negozio con cui una parte scioglie unilateralmente il contratto è qualificabile più propriamente come una revoca.
In altre parole, la vendita con patto di riscatto non è altro che una vendita normale ove al compratore è concessa il potere di revoca.
Anche a questa tesi possono muoversi le stesse obiezioni mosse alla teoria della condizione, e cioè che la revoca ha effetto retroattivo, a differenza di quanto accade per il riscatto. Inoltre si è detto che la revoca elimina ogni effetto del negozio, il quale viene posto nel nulla; invece il riscatto non elimina ogni effetto negoziale perché a seguito del riscatto il compratore-riscattante deve pagare le spese sostenute per la vendita e rispettare le locazioni concluse dal venditore-riscattato.

### Tesi del negozio tipicosui generis
Escluse le due ipotesi precedenti, sembra più corretto concludere che si è in presenza di un negozio tipico sui generis, in cui al compratore è attribuito il diritto potestativo di riappropriarsi della cosa. In pratica l'inserimento del patto di riscatto vale ad alterare la funzione tipica della vendita, dando vita ad una autonoma e unitaria causa. E non a caso il legislatore ha usato il termine "riscatto" anziché quello di revoca, proprio per indicare che trattasi di una fattispecie con caratteristiche proprie e dagli effetti del tutto particolari.

## Posizione delle parti

### Posizione del compratore
Secondo alcuni il compratore è titolare di un diritto di proprietà temporaneo, mentre per altri autori - i quali negano che possa ammettersi la proprietà temporanea - sarebbe meglio parlare di proprietà risolubile.
In qualunque caso non c'è dubbio che si tratti di autentico diritto di proprietà e che il compratore abbia tutti i poteri che spettano al proprietario. Costui può vendere a sua volta il bene, può costituirvi diritti reali, o altri vincoli; i diritti costituiti sulla cosa, però, vengono spazzati via in seguito all'esercizio del riscatto.

### Posizione del venditore
Secondo alcuni autori il venditore sarebbe titolare di un vero e proprio diritto reale sui generis: è infatti un diritto che ha la caratteristica dell'assolutezza, essendo opponibile erga omnes ex articolo 1504.
Nel contestare tale teoria si è osservato però, che i diritti reali hanno come caratteristica l'inerenza alla res, cioè una relazione inscindibile e diretta tra il diritto di godimento e la cosa, che qui mancherebbe. In realtà tale relazione esiste, se si considera che non tutti i diritti reali si concretano nell'attribuzione di un diritto di godimento su di una cosa (si pensi ai diritti reali di garanzia, o al venditore con patto di riservato dominio); anche nella vendita con patto di riscatto è dunque ravvisabile l'inerenza del diritto alla res, nel senso che il rapporto si attua non tra due soggetti ma tra un soggetto e una cosa.
La dottrina prevalente, comunque, nega la caratteristica della realità e preferisce configurare il diritto di riscatto come un diritto personale, appartenente alla categoria dei diritti potestativi.

## Effetti del patto di riscatto

### Prima della dichiarazione di riscatto
Come già detto, il compratore è titolare del diritto di proprietà sulla cosa e ha quindi tutti i diritti che competono al proprietario. Il suo diritto di proprietà, però, trova una limitazione, giustificata dal fatto che un giorno il bene potrebbe tornare al venditore; è logico, cioè, che il compratore debba tenere nella giusta considerazione il fatto che il venditore possa un giorno riacquistare la cosa. Si ritiene, quindi, che sul compratore gravi l'obbligo di conservare la cosa in buono stato e che tale obbligo, anche se non previsto in modo espresso dal contratto, sia un effetto naturale di esso. Più in generale si ritiene che il compratore dovrà tenere un comportamento conforme alla buona fede e tale da non pregiudicare le ragioni del debitore.
In caso di negligente conservazione della cosa il venditore potrà agire nei confronti del creditore, con un'azione di risarcimento che, secondo la dottrina preferibile, ha natura contrattuale.
Il venditore può inoltre avvalersi in via analogica dei rimedi previsti per il contraente alienante quando il contratto è sottoposto a condizione risolutiva. Ad esempio, se l'esercizio del riscatto non può avvenire per causa imputabile al compratore, si applica l'art. 1359 (finzione di avveramento della condizione).

### Dopo la dichiarazione di riscatto
L'esercizio del riscatto ripristina la stessa situazione anteriore alla vendita, cioè ha effetti ex tunc; dispone a tal riguardo l'articolo 1505 che la cosa deve essere riconsegnata esente da pesi e ipoteche da cui sia stata gravata.
Una conseguenza importante del principio di retroattività è che il riscattante non deve considerarsi avente causa dell'alienante.
Tuttavia il ripristino della situazione anteriore non è totale, cosicché si è detto che il riscatto avrebbe un effetto "parzialmente retroattivo"; stabilisce l'articolo 1505, infatti, che il riscattante è tenuto a mantenere le locazioni fatte senza frode, le quali abbiano data certa e siano state convenute per un tempo non superiore ai tre anni.

### Effetti del riscatto nei confronti dei terzi
Il riscattante può riprendere il bene nei confronti degli eventuali aventi causa, con un'azione che è sostanzialmente una rivendica. Stabilisce l'articolo 1504 che "Il venditore, il quale ha legittimamente esercitato il suo diritto di riscatto nei confronti dei successivi acquirenti del compratore, può ottenere il rilascio della cosa anche nei confronti dei successivi acquirenti, purché il patto sia ad essi opponibile.

## Disciplina

### Forma della vendita
Quanto a forma e trascrizione del contratto si seguono i principi generali in materia di vendita.
Per quanto riguarda la trascrizione (non della vendita ma) del patto, il legislatore non ha stabilito alcuna regola particolare, Tuttavia, affinché il patto di riscatto sia opponibile ai terzi è necessario dargli la pubblicità necessaria; di conseguenza la dottrina e la giurisprudenza prevalente ritengono che per ottenere questo effetto il patto avente ad oggetto beni immobili (o mobili registrati) debba venire trascritto insieme alla vendita, a tal fine applicando analogicamente l'articolo 2659 sulla trascrivibilità della condizione.
Agli stessi fini, se la vendita ha ad oggetto beni mobili si renderà indispensabile un atto di data certa (artt. 2704 e 2915).

### Il patto di riscatto successivo alla vendita
Si discute se è possibile stipulare il patto in un momento successivo alla vendita.
La teoria negativa argomenta dal fatto che vendita e riscatto costituirebbero una fattispecie unitaria, insuscettibile di frazionamento. L'unitarietà delle due figure discende sia dal carattere di accessorietà del patto di riscatto, sia dall'inquadramento dell'istituto nella figura della condizione. La teoria è sostenuta - tra gli altri - da Capozzi, il quale aggiunge, poi, che se le parti stipulano un patto di riscatto successivo, tale patto dovrà essere considerato come un negozio autonomo, e, applicando il principio della conservazione del negozio (art. 1367) andrà qualificato come un patto di opzione, o anche come patto di retrovendita. Tali patti, però, non avranno efficacia erga omnes e non attribuiranno al compratore il diritto al rimborso delle spese sostenute.
Qualche autore ha sostenuto una diversa opinione; alle parti, infatti, non può essere precluso il potere di modificare il contenuto di un loro precedente contratto, dato che tale potere è attribuito esplicitamente dall'articolo 1321 (ai sensi del quale il contratto è l'accordo con cui si costituisce, si estingue, o si "regola" un rapporto giuridico preesistente); dunque, il patto di riscatto stipulato successivamente alla vendita può essere considerato come contratto modificativo della vendita, o perlomeno come un contratto novativo (cioè un accordo con cui si estingue il precedente contratto per sostituirlo con uno aventi titolo e/o contenuto diversi).

### Oggetto
Il patto di riscatto può essere applicato alla vendita mobiliare o immobiliare. Oltre al trasferimento della proprietà, si applica inoltre alla vendita di diritti reali diversi dalla proprietà.
In linea di massima la dottrina afferma che il contratto deve avere ad oggetto beni non consumabili, altrimenti sarebbe impossibile effettuare il riscatto. Secondo Bianca, invece, l'istituto può essere applicato anche alla vendita di cose consumabili, solo che in tal caso il contratto dovrà essere inteso nel senso che il compratore dovrà restituire l'equivalente dei beni ricevuti.

### Ambito di applicazione
L'istituto si applica ad ogni contratto di vendita, compresa la vendita obbligatoria.
E' discusso se il patto di riscatto sia applicabile al contratto preliminare. L'opinione negativa (Rubino) si basa sull'assunto che nel contratto preliminare non è ravvisabile alcun trasferimento di beni. La teoria positiva (Bianca) obietta sostenendo che il patto di riscatto sarebbe ipotizzabile, perlomeno nei casi in cui le parti pattuiscano l'anticipata esecuzione della consegna della cosa, e del pagamento del prezzo; in tal caso, come sembra evidente, non ci sono motivi per escludere l'applicazione della normativa del riscatto, quanto meno in via analogica e nei limiti della compatibilità.
L'istituto è inoltre compatibile con la permuta, nel senso che le parti possono stipulare una "permuta con patto di riscatto" (Rubino, Luminoso, Capozzi).

### Il termine
L'art. 1501 fissa un termine massimo all'esercizio del riscatto: due anni per i beni mobili e 5 per gli immobili; un eventuale termine maggiore sarà di diritto sostituito col termine legale (1501 comma 1). La mancanza del termine convenzionale implica che si applica quello legale.
Se le parti stabiliscono un termine minore si ritiene che possano poi convenire della proroghe, purché il termine complessivo che ne risulta non superi quello legale.

### Il termine del riscatto nella vendita obbligatoria
Si discute se nella vendita obbligatoria il termine del riscatto decorra dalla data del contratto o da quella del trasferimento.
La teoria preferibile è quella secondo cui il termine decorre dal momento del passaggio della proprietà. Tale teoria sembra quella più coerente sul piano logico e pratico, perché se si accoglie l'opinione contraria (secondo cui il termine decorre dal momento della stipula del contratto) potrebbe capitare che il termine scada quando il bene ancora non è venuto ad esistenza esiste o non è stato trasferito al compratore; ad esempio si immagini che Tizio compri da Caio - con patto di riscatto - un bene da costruire (vendita di cosa futura); allo scadere dei cinque anni, se la cosa ancora non è venuta ad esistenza, il compratore perde definitivamente la possibilità di esercitare il riscatto.

### Forma della dichiarazione di riscatto
La dichiarazione di riscatto è un negozio giuridico recettizio quando ha ad oggetto beni immobili e deve essere stipulato per iscritto (art. 1503). La norma si riferisce espressamente solo agli immobili.
Inoltre se la dichiarazione di riscatto ha ad oggetto beni immobili e mobili registrati deve essere trascritta, ai soli fini dell'opponibilità agli eventi causa del compratore (articolo 2653 n. 3).

### L'esercizio del riscatto
La dichiarazione di riscatto deve essere necessariamente accompagnata dalla corresponsione delle somme liquide dovute per il prezzo e per le spese, altrimenti il venditore perde il diritto di riscatto. Stabilisce infatti l'articolo 1503 che Il venditore decade dal diritto di riscatto se entro il termine fissato non comunica al compratore la dichiarazione di riscatto e non gli corrisponde le somme liquide dovute per il rimborso del prezzo, delle spese e di ogni altro pagamento legittimamente fatto per la vendita.
Se il prezzo era simulato, la Cassazione ha deciso che il riscattante deve corrispondere il prezzo effettivamente corrisposto e non quello simulato (in applicazione dell'art. 1414).
Oltre al prezzo e alle spese il venditore che esercita il diritto di riscatto è tenuto a rimborsare le spese necessarie per le riparazioni e i miglioramenti (articolo 1502). Fino al momento del rimborso delle spese il compratore ha il diritto di ritenzione sulla cosa (v. articolo 1502 comma 2).

## La cedibilità del diritto di riscatto e divisibilità del riscatto
In dottrina e in giurisprudenza è sorto spesso il problema della cedibilità del diritto di riscatto.
Secondo l'indirizzo prevalente, il diritto di riscatto sarebbe incedibile in quanto diritto personale, e strettamente connesso alla posizione del venditore. D'altro canto, si è detto, cedere autonomamente il patto significa alterarne la sua struttura giuridica, perché il riscatto, che è un atto di revoca estintivo del contratto, una volta ceduto diverrebbe l'atto di esercizio di un potere appropriativo della persona (Luminoso).
Tuttavia l'incedibilità non sarebbe assoluta, in quanto se non è possibile cedere il diritto di riscatto sic et simpliciter, può comunque essere raggiunto un identico risultato tramite un altro mezzo tecnico, che è la cessione del contratto.
In merito alla divisibilità del riscatto, gli artt. 1506 e 1509 prevedono una serie di regole da applicarsi quando il bene è nella titolarità di più soggetti. In particolare, le norme riguardano l'esercizio del riscatto in queste 4 ipotesi:
- Vendita di una sola quota di una cosa indivisa;

- Vendita congiuntiva di tutte le quote di una cosa indivisa;

- Vendita disgiuntiva di tutte le quote;

- Subingresso ad un solo acquirente di una pluralità di eredi.

La regola, salvo eccezioni, è quella della divisibilità dell'esercizio del riscatto.
a) Ai sensi dell'articolo 1506: in caso di vendita con patto di riscatto di una parte indivisa di una cosa, il comproprietario che chiede la divisione deve proporre la domanda anche in confronto del venditore. Ad esempio Se Tizio, Caio e Sempronio sono comproprietari di un terreno e Tizio vende la sua quota a Primo con patto di riscatto, qualora Caio voglia chiedere la divisione della cosa deve proporre la domanda anche nei confronti di Tizio (nonostante costui attualmente non sia proprietario). Prosegue poi il secondo comma dicendo che se la cosa non è comodamente divisibile e si fa luogo all'incanto, il venditore che non ha esercitato il riscatto anteriormente all'aggiudicazione decade da tale diritto, anche se aggiudicatario sia lo stesso compratore.
b) L'articolo 1507 disciplina l'ipotesi in cui più comproprietari vendano un bene con patto di riscatto: Se più persone hanno venduto congiuntamente mediante un solo contratto, una cosa indivisa, ciascuna può esercitare il diritto di riscatto solo sopra la quota che le spettava. Quindi se A, B e C sono proprietarie per un terzo ciascuno di un determinato immobile e lo vendono per intero a Tizio con patto di riscatto, se poi A vuole esercitare il suo diritto di riscatto, può farlo solo per la sua quota e non per l'intero bene.
La medesima disposizione - precisa il secondo comma - si osserva se il venditore ha lasciato più eredi. Ad esempio se Tizio vende a Caio con patto di riscatto un appartamento, e alla sua morte gli subentrano come eredi A, B e C, qualora uno degli eredi voglia riscattare il bene può farlo solo per la sua quota.
È ovvio che quando il riscatto è esercitato solo da uno dei venditori il compratore può rimanerne pregiudicato, perché potrebbe perdere ogni interesse ad avere la cosa; di conseguenza il legislatore ha stabilito che il compratore con patto di riscatto possa opporsi ad un riscatto parziale e pretendere che sia esercitato nella sua totalità: Il compratore, nei casi sopra espressi, può esigere che tutti i venditori o tutti i coeredi esercitino congiuntamente il diritto di riscatto dell'intera cosa; se essi non si accordano, il riscatto può esercitarsi soltanto da parte di colui o di coloro che offrono di riscattare la cosa per intero.
c) Il compratore con patto di riscatto non può pretendere che il riscatto sia esercitato per intero quando l'acquisto non aveva ad oggetto tutto il bene, ma solo una quota di esso. Ai sensi dell'articolo 1508: Se i comproprietari di una cosa non l'hanno venduta congiuntamente e per intero, ma ciascuno ha venduto la sola sua quota, essi possono separatamente esercitare il diritto di riscatto sopra la quota che loro spettava, e il compratore non può valersi della facoltà prevista dall'ultimo comma dell'articolo precedente. Ad esempio: se A, B, e C sono proprietari per un terzo ciascuno di un determinato immobile e A vende a Tizio la sua quota con patto di riscatto, poi successivamente anche B vende la sua quota e infine la stessa cosa fa C, se A vuole esercitare il riscatto Tizio non può chiedere che il riscatto sia effettuato per intero; questo perché Tizio fin dall'inizio ha voluto comprare non tutto il bene ma solo una quota di esso. In altre parole; se nell'ipotesi sub b) Tizio aveva acquistato con un unico atto tutto il bene (dimostrando di avere interesse all'intero bene) in questa ipotesi Tizio ha acquistato singole quote del bene, dimostrando di avere interesse anche solo a singole quote di esso.
d) L'articolo 1509 disciplina l'ipotesi in cui, stipulata una vendita con patto di riscatto, il compratore muoia e lasci più eredi: Qualora il compratore abbia lasciato più eredi, il diritto di riscatto si può esercitare contro ciascuno di essi solo per la parte che gli spetta, anche quando la cosa venduta è tuttora indivisa.
Se l'eredità è stata divisa e la cosa venduta è stata assegnata a uno degli eredi, il diritto di riscatto non può esercitarsi contro di lui che per la totalità.

## Il patto di retrovendita
Particolarmente in voga nella prassi è il patto di retrovendita, detto da alcuni patto di ricompera. È una figura non prevista dal codice, e quindi atipica; con esso il compratore si obbliga a rivendere al venditore la cosa comprata, dietro richiesta di quest'ultimo. Il contenuto del patto di retrovendita, quindi, è identico al patto di riscatto e la differenza consiste nel fatto che tale patto ha un'efficacia meramente obbligatoria anziché reale.
Quanto alla sua configurazione dogmatica il patto di retrovendita viene considerato come un contratto preliminare unilaterale; infatti, solo il compratore è impegnato a rivendere la cosa, ma il venditore non è impegnato a riacquistarla, potendo scegliere se esercitare il suo diritto o meno. In caso di rifiuto del compratore si applicherà, allora, l'art. 2932.
Rispetto al patto di riscatto, il patto di retrovendita presenta le seguenti differenze:
a) il patto di retrovendita non deve essere trascritto, a differenza del patto di riscatto;
b) se il venditore vuole riavere la cosa occorre che le parti stipulino un nuovo contratto di trasferimento (mentre abbiamo visto che il riscatto può effettuarsi mediante la sola dichiarazione unilaterale del venditore).
c) il patto non è opponibile erga omnes, il che significa che se il compratore aliena la cosa a un terzo, il venditore non potrà più recuperarla e dovrà limitarsi a chiedere il risarcimento del danno.
d) una importantissima differenza è che il patto di retrovendita non ha effetti retroattivi; il che significa che se il venditore ricompra il bene, il nuovo trasferimento ha efficacia ex nunc e non viene ripristinata la situazione precedente alla vendita, ma si crea una nuova situazione giuridica; e, ovviamente, colui che riacquista il bene è considerato avente causa dell'alienante.
e) dal momento che il patto di retrovendita è una figura atipica non è applicabile il termine di cui all'articolo 1501.